# サン＝フォール＝シュル＝ル＝ネ
サン＝フォール＝シュル＝ル＝ネ （Saint-Fort-sur-le-Né）は、フランス、ヌーヴェル＝アキテーヌ地域圏、シャラント県のコミューン。

## 地理

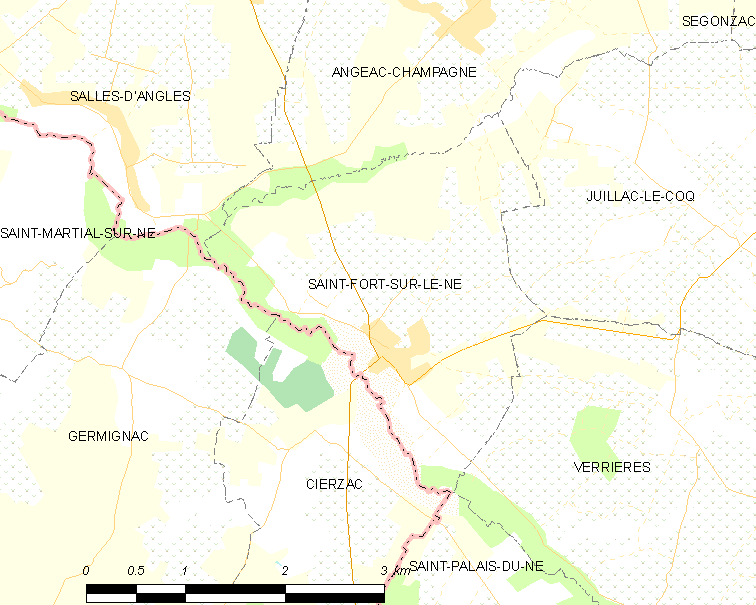
コミューンの地図

サン＝フォールはシャラント県西部にあるコミューンで、シャラント＝マリティーム県と境界を接している。コミューンは県境となっているネ川の端にある。コニャックの南13km、アングレームの西37kmのところにある。
サン＝フォールは、コニャックとボルドー間を結ぶD731号線沿いにある。この道は、コニャックとアルシアック間ではネ川沿いを走り、川を横切ってから丘の中腹にあるサン＝フォールの村の古い部分を通過する。D731号線はバルベジューにおいて国道10号線と合流する。合流地点は、リュフェック、ルイヤック、ジャルナック、スゴンザックを通過してくるD736号線との交差点でもある。サン＝フォールはコニャックの銘柄の1つ、1級区画の産地呼称ブドウ畑であるグランド・シャンパーニュに含まれている。
コミューンは、シャラント南部の大部分を占めるカンパニアン（白亜紀後期）と呼ばれる白亜色の石灰岩が主体で、この地質を地元でシャンパーニュ（Champagne）と呼ぶ。ネ渓谷は、コミューン南側のさらに古い段丘と同様に、第四紀沖積層で占められる ·  · 。
コミューンの地形は、西側のネ渓谷へ向かって緩やかに低くなっていく、低い台地である。コミューンの標高最高地点は、北東の標高65m地点である。最低地点は16mで、アングルの近くのコミューン北西端にある。サン＝フォールの村は、ネ川右岸の谷のわきにあり、標高は20mから40mである。
コニャックの下流でシャラント川の支流となるネ川は、県西部とコミューンに隣接する。ネ川はサン＝フォール村の麓を通り過ぎていく。

## 由来
古いつづりが Sanctus Fortmatus、Sanctus Fortunatus（1110年）、Sanctus Fortunatus supra Nedum（日付不明）であったことが判明している。
サン＝フォールという名前の由来は、この名前の聖人の存在について情報がないため長い間議論されてきた。6世紀にポワティエ司教を務めたFortunatusより、1世紀のボルドー司教Fortisにさかのぼる。それはサン＝フォール＝シュル＝ジロンド（fr）というコミューンの名に似ている。
フランス革命の間、コミューンはフォール＝ル＝ネ（Fort-le-Né）と改名させられていた。

## 歴史
ジャルナックから伸びてアルテナックとブライへ向かう古代の道は、パ・ド・サン・フォールの浅瀬でネ川を通過した。多くの場所で、ガロ＝ローマ時代の重要な産業であったことを示す、陶磁器やタイル、レンガの破片が埋蔵されている。
サン＝フォールの土地は、アンブルヴィル城に従属していた。サン＝フォールはアルシアック家、その後モンブロン家、1598年にラ・トゥール家、そして革命までブレモン・ダルス家に属した。サン＝フォール領主ピエール＝ルネ＝オギュスト・ド・ブレモン・ダルスは、サントンジュ代表として1789年の三部会に積極的に参加し、その後エミグレとなって国外へ逃れ、1800年まで帰国しなかった。
地域文化局が作成した目録は、18世紀と19世紀の家屋と農場、18世紀の大邸宅、4か所の製粉所を探し出している。製粉所の1つは18世紀のカッシーニ地図（fr）に描かれ、他の2つは1850年の目録上にある。
20世紀前半、コミューンでは小さな鉄道路線が運行されていた。コニャックからバルベジューへ向かう、プティ・マラと呼ばれるシャラント経済鉄道の路線である。

## 人口統計
2016年時点のコミューン人口は365人で、2011年時点の人口より13.3%減少した。
| 1962年 | 1968年 | 1975年 | 1982年 | 1990年 | 1999年 | 2009年 | 2016年 |
| ------ | ------ | ------ | ------ | ------ | ------ | ------ | ------ |
| 426    | 464    | 406    | 419    | 402    | 386    | 404    | 365    |

参照元:1962年から1999年までは複数コミューンに住所登録をする者の重複分を除いたもの。それ以降は当該コミューンの人口統計によるもの。1999年までEHESS/Cassini、2006年以降INSEE

## 史跡
- ドルメン - ブドウ畑の真ん中にたつ。堂々とした大きさでこの地域では珍しい。高さ7m、幅4.7m。1983年、歴史的記念物となった[18]。

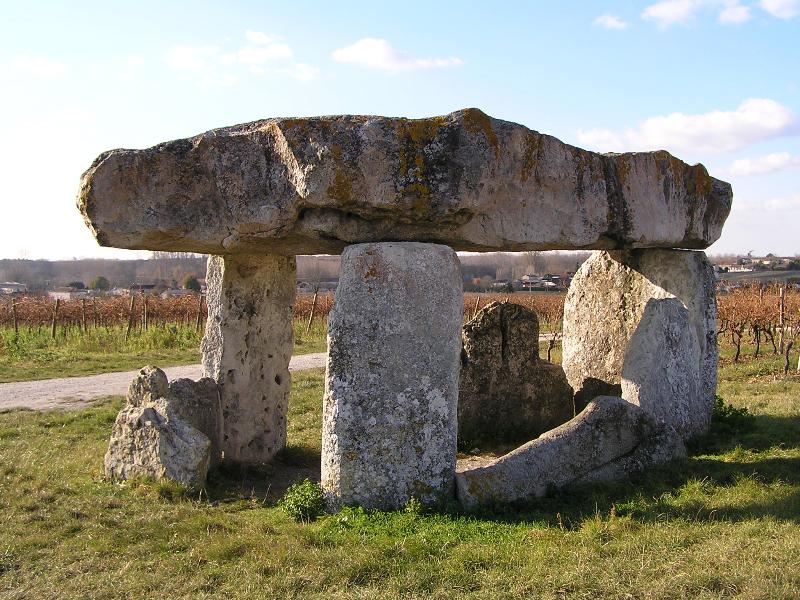
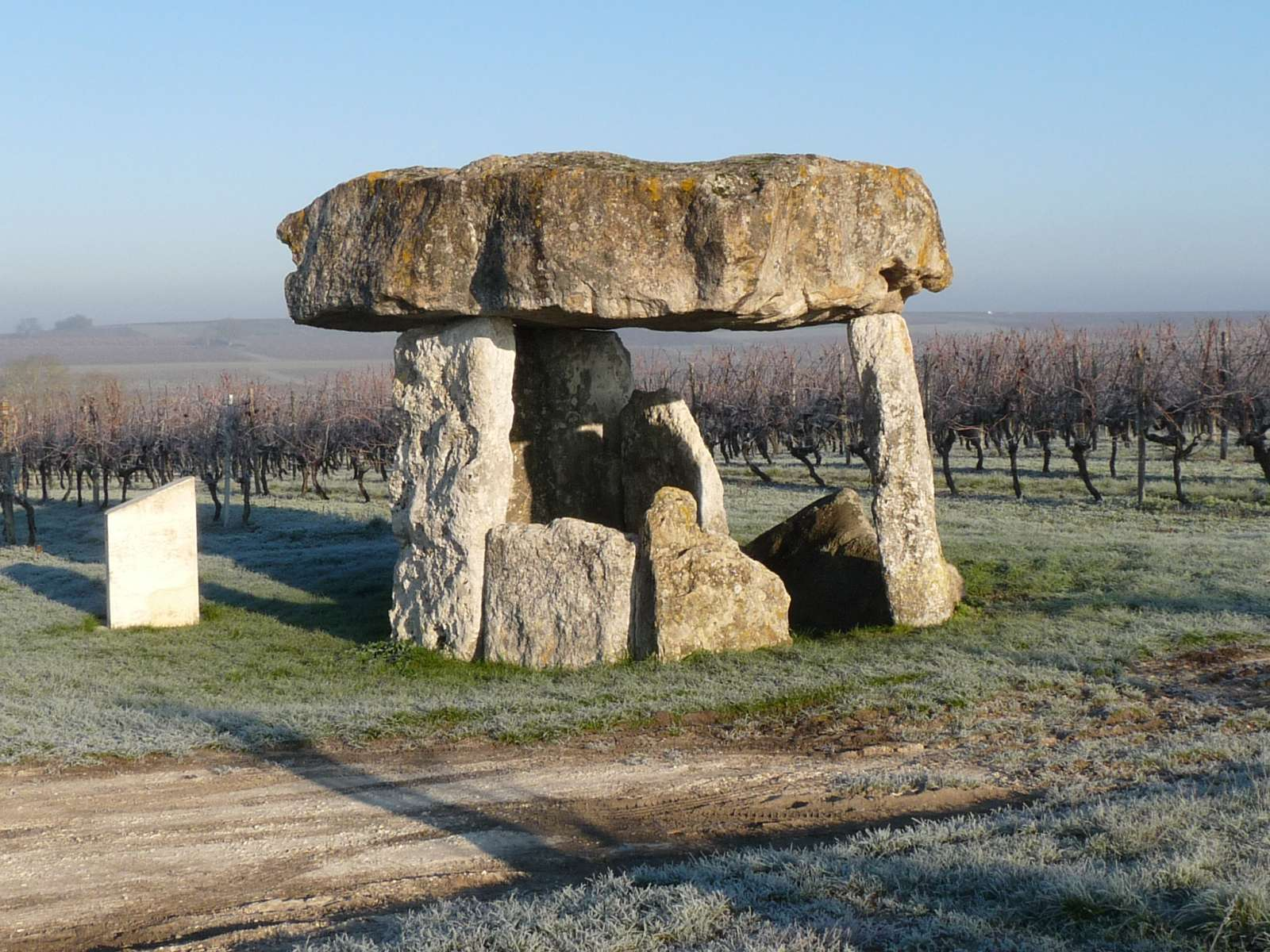
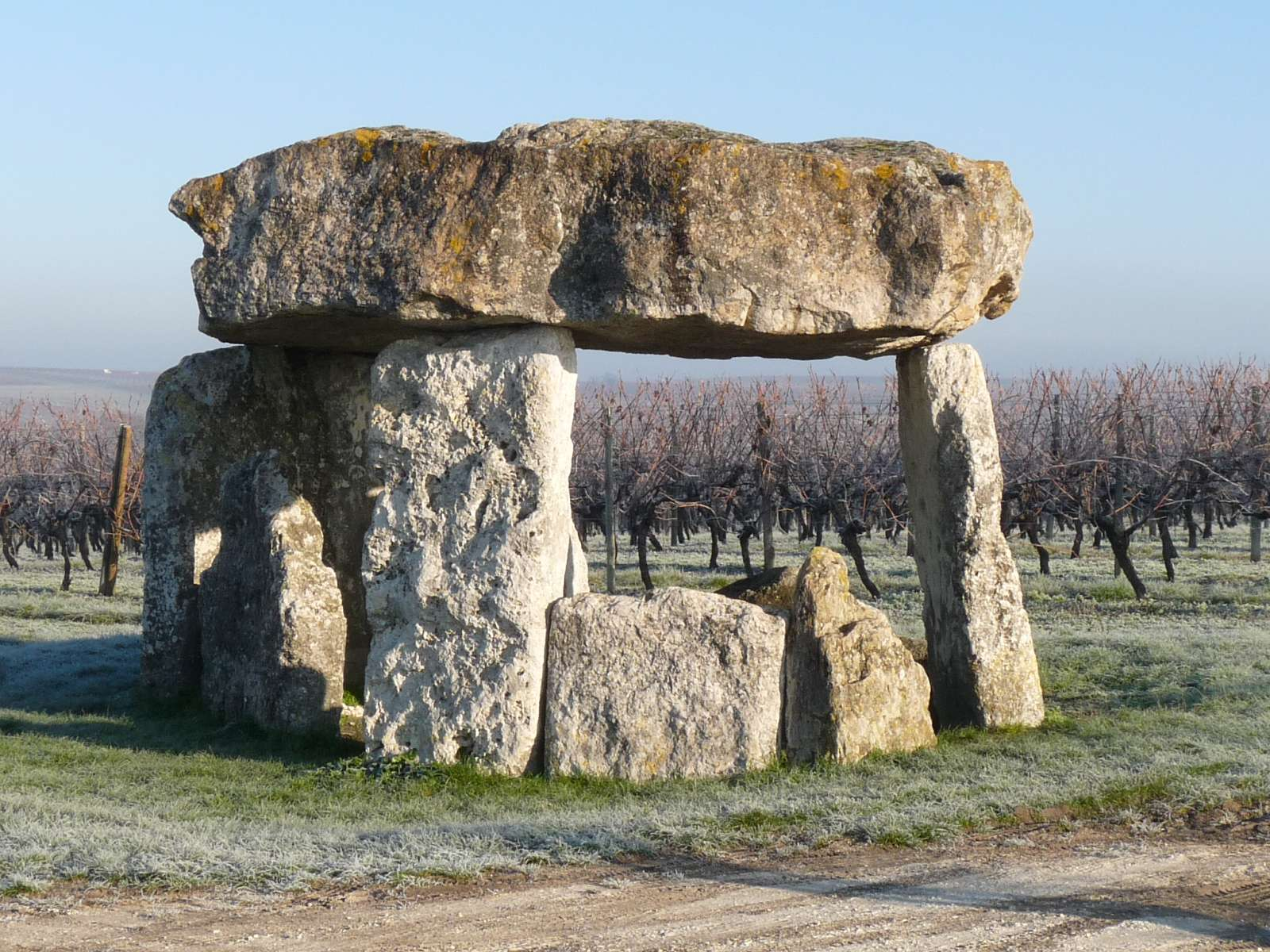
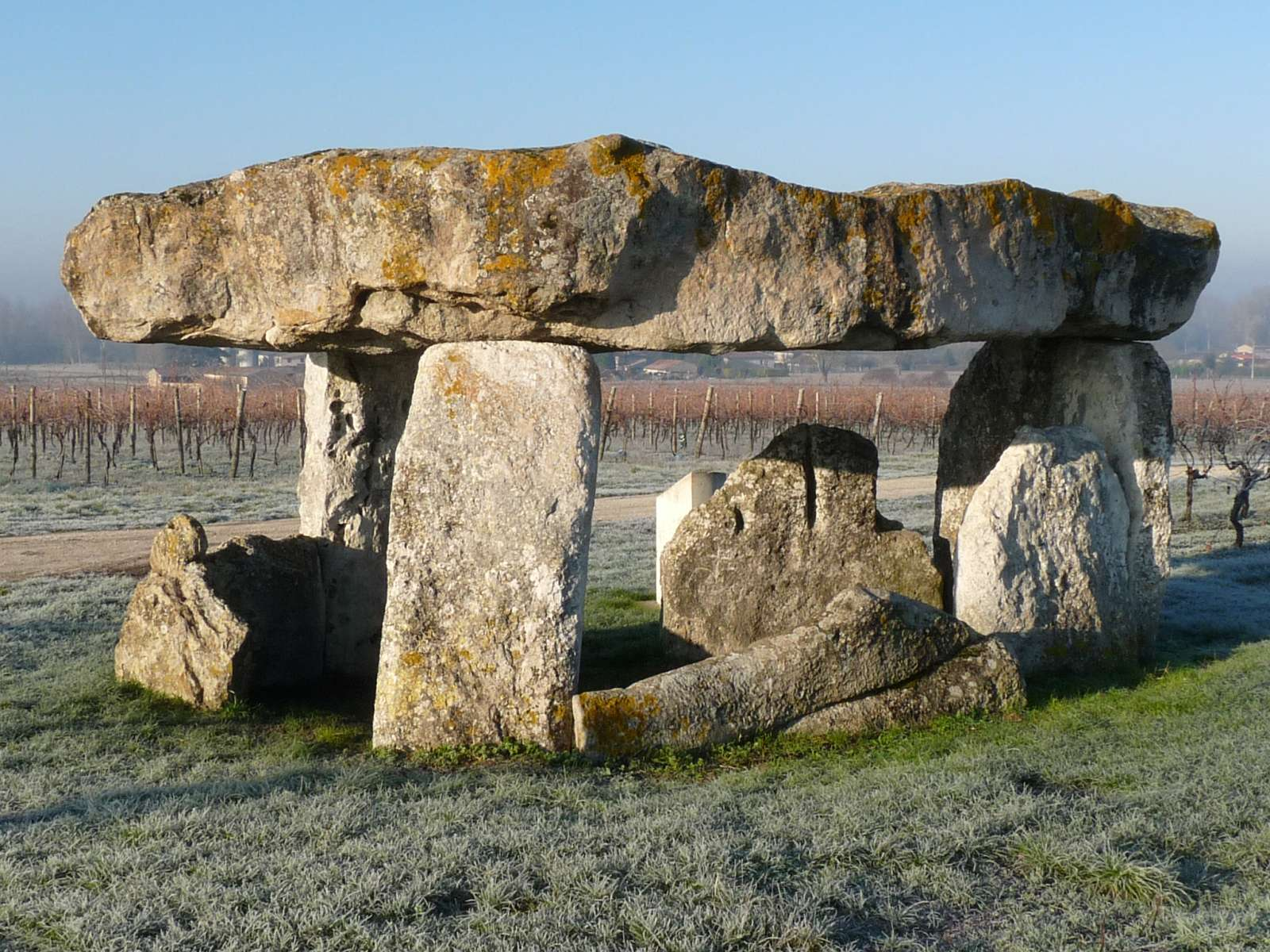

- 教区教会 - サン＝フォールは12世紀に、サン＝フォルテュナまたはサン＝フォール教会という名の教会を持った。おそらくイングランド軍が百年戦争の間に古い教会を完全に破壊したその跡地に、教会を再建している。教会はロマネスク芸術と尖塔アーチ構造のオジーヴを示している。教会は19世紀に3回改修された。1867年から1886年の間にファサードが再建され、ガブリエル・ヴァラン指揮のもとで祭具室が修復された。教会は単一身廊である。鐘楼が中央にある。1991年、歴史的記念物となった[19]。

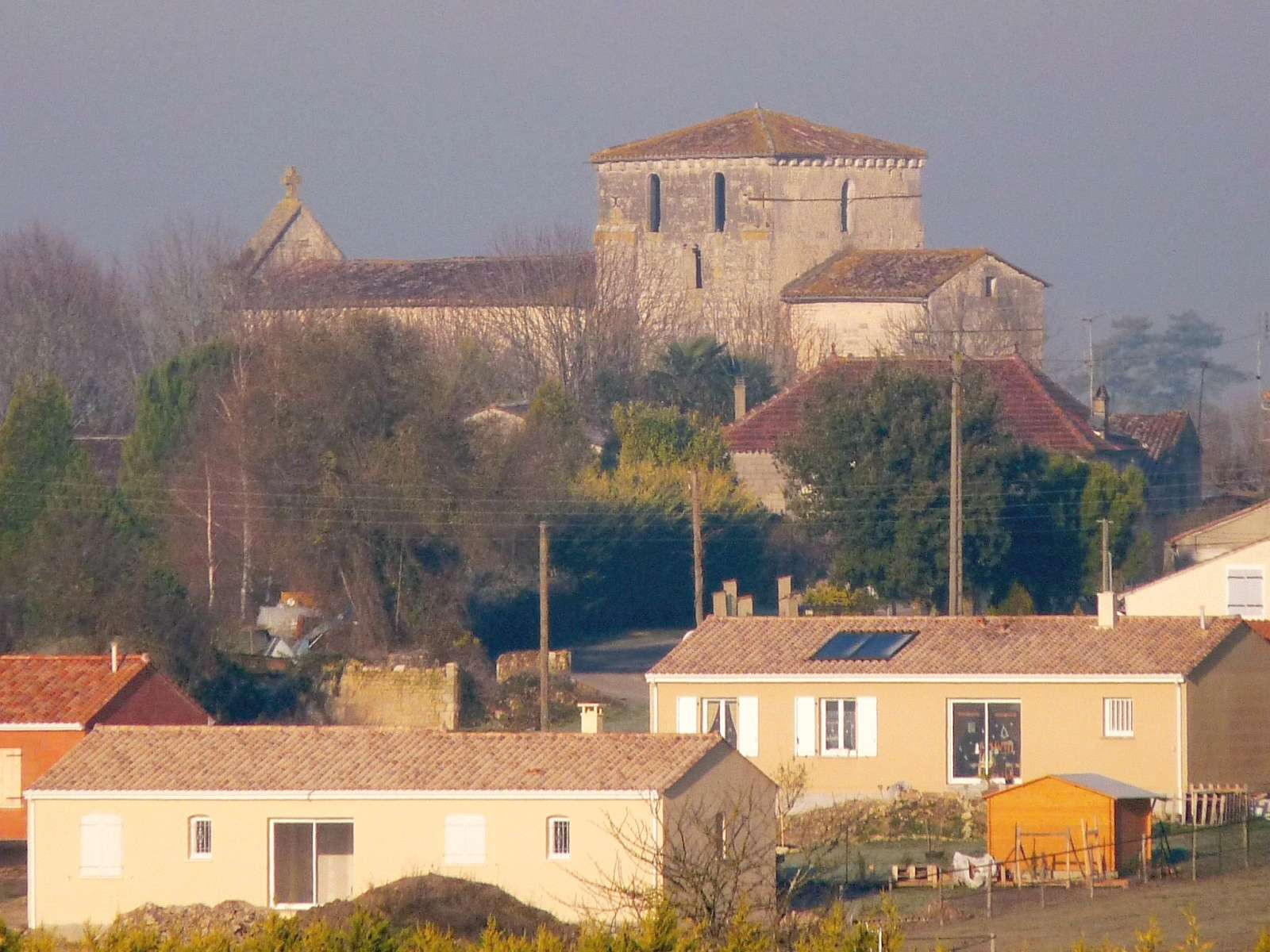
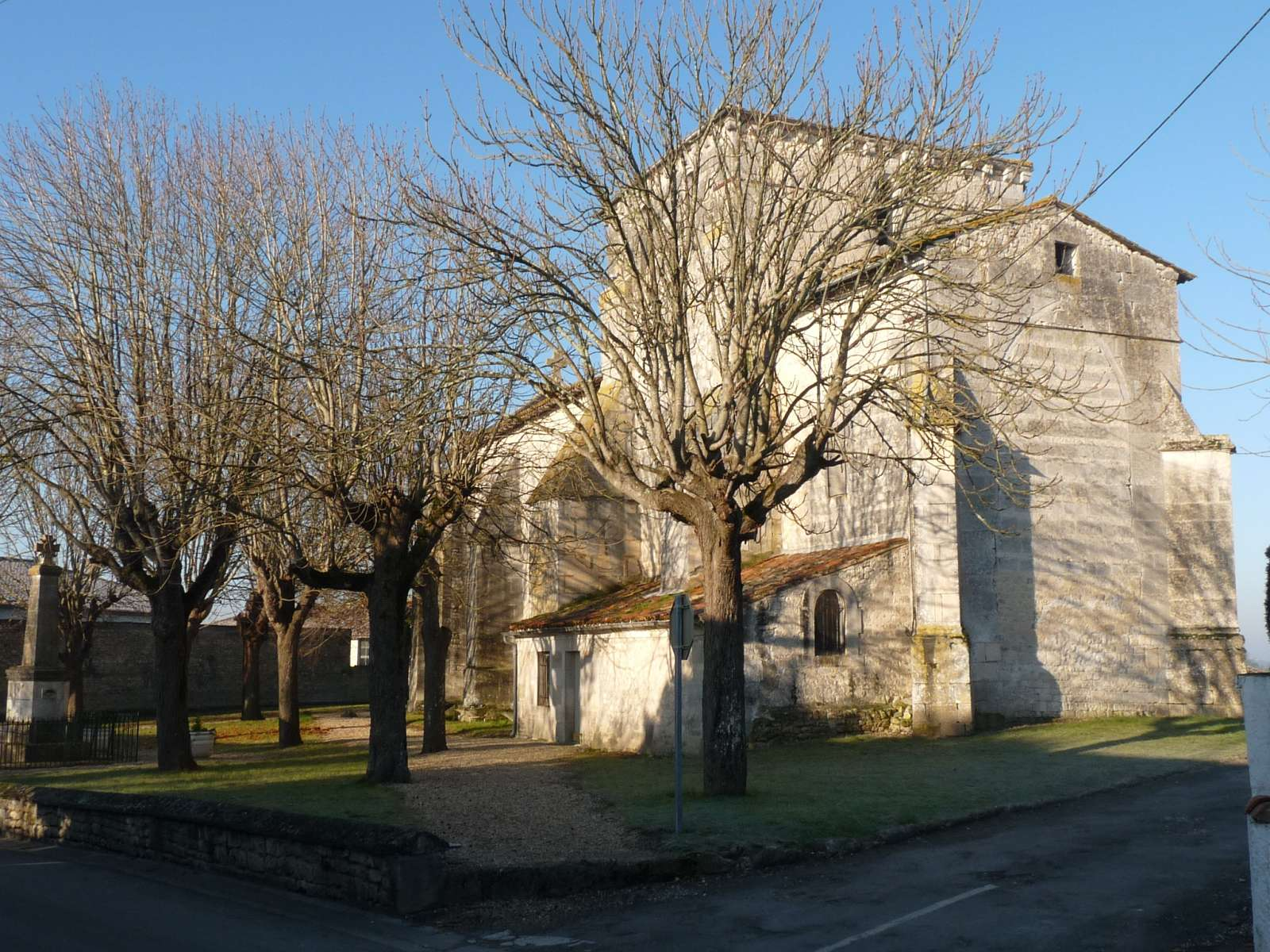
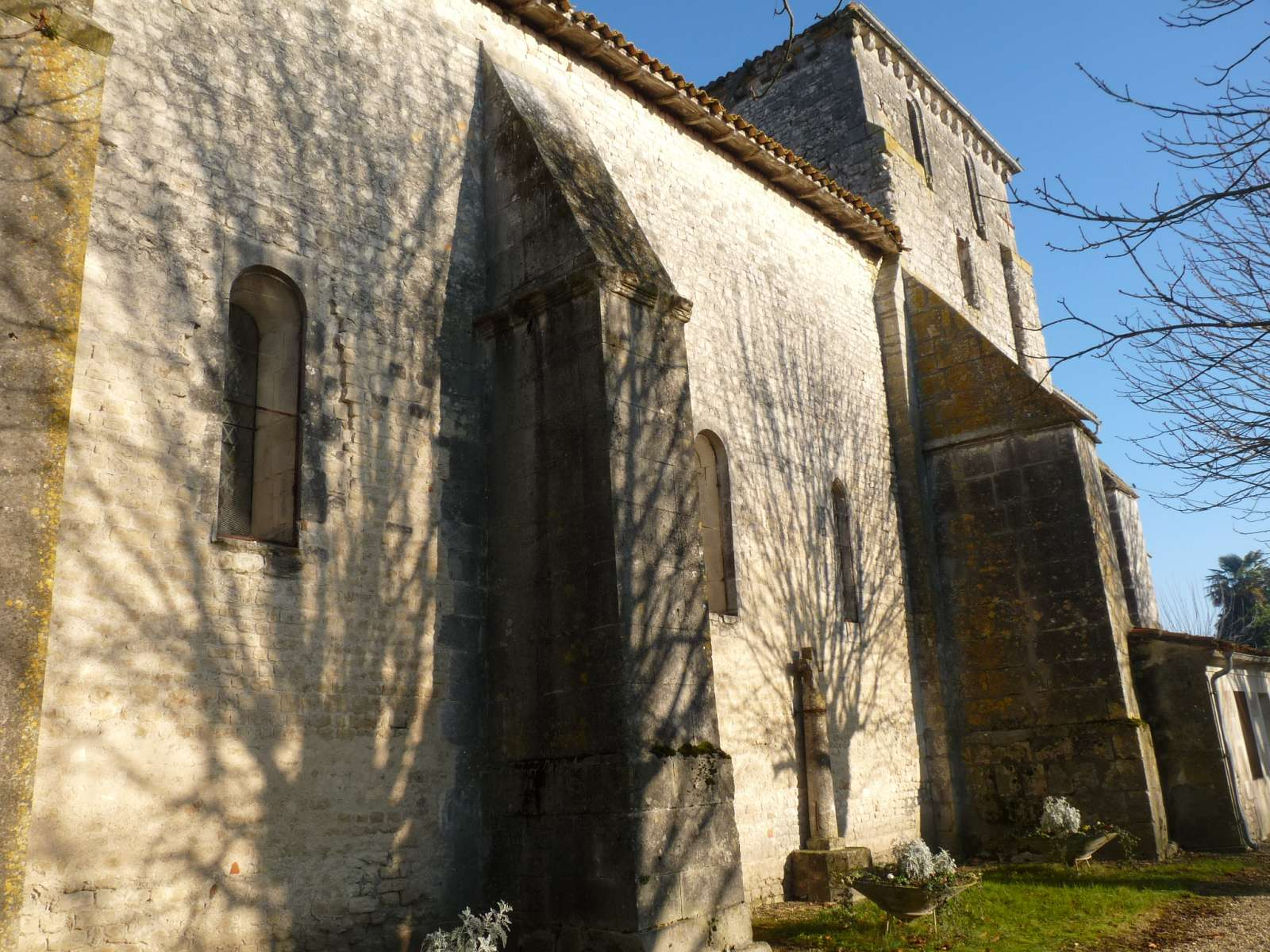
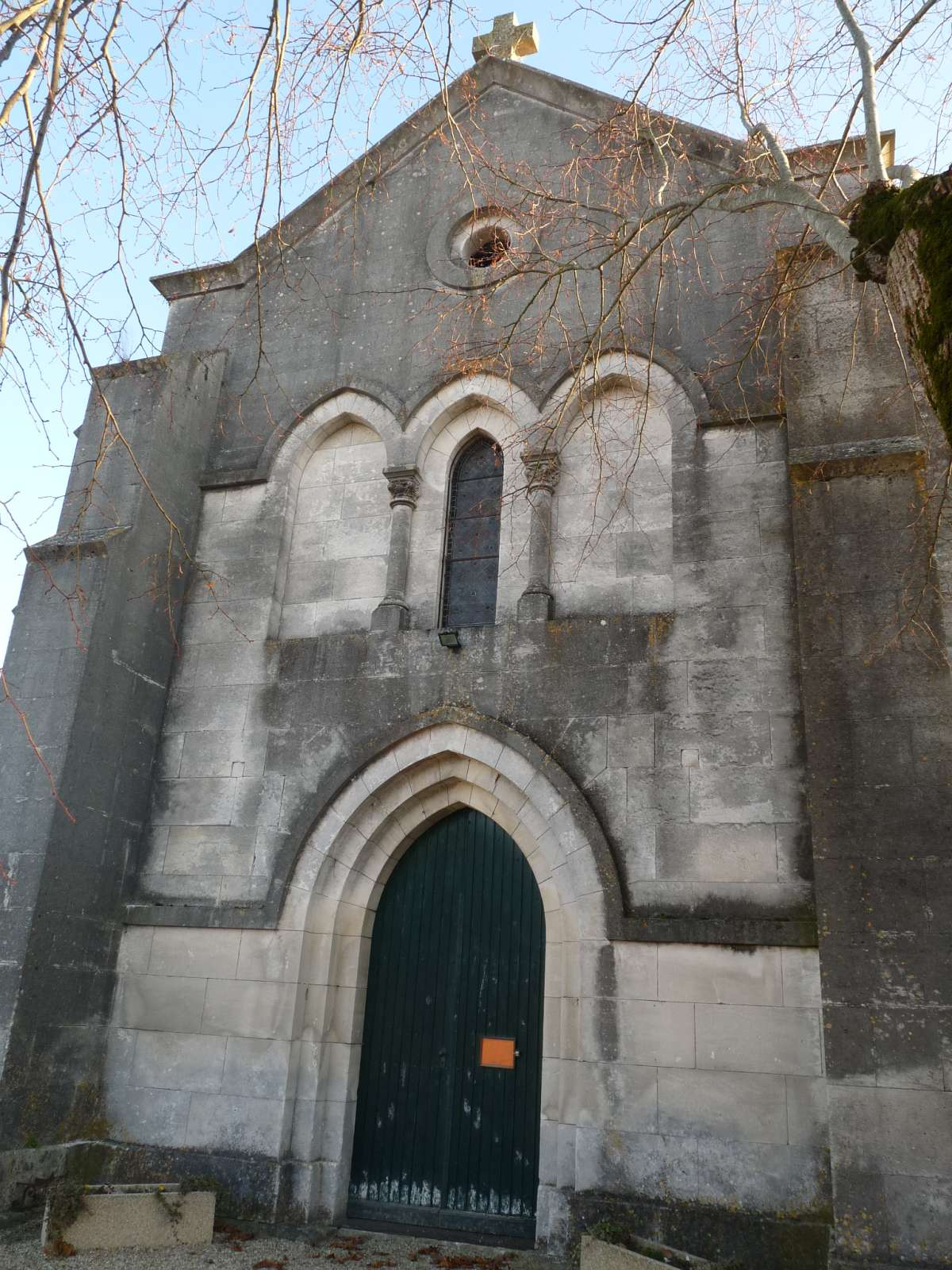